# Hydroglossum pinnatifidum
Hydroglossum pinnatifidum là một loài dương xỉ trong họ Lygodiaceae. Loài này được Willd. mô tả khoa học đầu tiên năm 1802.
Danh pháp khoa học của loài này chưa được làm sáng tỏ. 